# Sabantuy
Il Sabantuy è un festival estivo tataro e idel'-uraliano che risale all'epoca della Bulgaria del Volga. In principio, il Sabantuy fu un festival dei contadini delle aree rurali, me divenne in seguito una festa nazionale ed ora è celebrato in quasi tutte le città. Nel 2006, il Sabantuy di Kazan' è stato celebrato il 24 giugno.

## Nome
Sabantuy (Сабантуй, [sʌbɑn`tuɪ]), o, più correttamente, Saban tuyı (Сабан туе, [sʌb`ɑn tu`jɯ]) è la parola tatara che significa vacanza. La forma plurale è Sabantuylar [sʌbɑntuɪ`lɑr]).
La festa è anche celebrata da altri popoli turchi che vivono lungo il Volga. In baschiro è conosciuta come habantuy (Һабантуй) [hʌbɑn`tuɪ], in ciuvascio come Akatuy (Акатуй) [ɑkɑ`tuɪ].
Il nome della ricorrenza significa "festa dell'aratro" in lingua turca, ma a volte viene anche chiamata "vacanza dell'aratro" o Saban bäyräme (Сабан бәйрәме) [ sʌb`ɑn bæɪræ`me].

## Storia
Il Sabantuy trae le sue origini dall'epoca pre-islamica, quando veniva celebrata prima della stagione della semina. Si crede che le canzoni tradizionali e le altre tradizioni del Sabantuy siano legate alle connotazioni religiose del tempo.
In seguito, con l'espansione dell'Islam tra i tatari e i baschiri e la cristianità tra i ciuvasci, divenne una festa secolare. In ogni regione, la festa veniva celebrata a rotazione nei villaggi, cambiando luogo di anno in anno.
All'inizio del XX secolo, il Sabantuy venne riconosciuta come festa nazionale dei tatari. Le autorità dell'Unione Sovietica approvarono questa festa proprio per le sue origini plebee, ma la fecero spostare al periodo successivo alla semina, unendola di fatto all'antica festa estiva Cíın (in cirillico: Җыен, [ʓɯɪ`ɯn]; "jee-yen".
Recentemente, la Federazione Russa ha annunciato il progetto di nominare il Sabantuy all'interno dei Patrimoni orali e immateriali dell'umanità nella lista del 2007.

## Tradizioni
Il principale elemento distintivo del Sabantuy sono le competizioni sportive come il köräş (lotta tatara), le corse dei cavalli, le scalate, la corsa con l'uovo nel cucchiaio, la pentolaccia, la ricerca di una moneta nel qatıq (bevanda composta da latte) e altri sport ancora. Queste attività si effettuano nel mäydan (Мәйдан; [mæɪ`dɑn]; detto anche maydan, майдан, [mʌɪ`dɑn]), che si trova di solito ai margini di una foresta.
Una tradizione detta sörän (Сөрән; [sœ`ræn]) aveva lo scopo di raccogliere fondi per gli ospiti della festa e per i premi per i vincitori delle gare. Il Qarğa botqası è una pietanza rituale, cucinata prima della festa per offrirla ai bambini del villaggio. Tra le altre tradizioni vi era quella di pregare al cimitero.
Ultimamente, il Sabantuy si tiene spesso in concomitanza con altri festival della musica folk e pop.

### Köräş

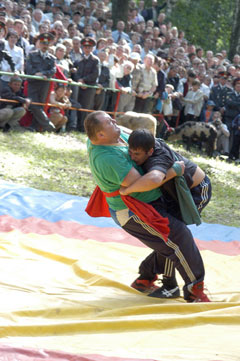
Lotta tartara

La lotta tatara (Tatarça köräş (Татарча көрәш, [tʌ`tɑrʆɑ kɶ`ræʃ]), è la principale competizione del Sabantuy. I lottatori utilizzano asciugamani come mezzo per mettere al tappeto gli avversari.
Di solito sono i ragazzi giovani a dare inizio alla competizione. Alla fine del Sabantuy, la finale del köräş rappresenta l'evento principale della manifestazione. Il vincitore diviene il batır ([bʌ`tɯr],[ bʌ`tɪr]), cioè l'eroe del Sabantuy. Il premio può variare da una pecora nei villaggi a un'automobile nelle città.

### Organizzazione
Il Sabantuy non ha una data precisa, e varia all'incirca dal 15 giugno al 1º luglio; di solito si celebra di domenica. Inizialmente, i villaggi prescelti sono allestiti, come avviene anche in tutto il resto del distretto. L'ultimo Sabantuy si è tenuto a Kazan', la capitale del Tatarstan. Una simile tradizione si applica per Akatuy in Ciuvascia e per Habantuy nella Baschiria.
Negli ultimi anni, il governo russo ha cercato di allestire il Sabantuy federale a Mosca. Molte città in Europa e Asia che comprendono minoranze tatare, come Mosca, San Pietroburgo, Tallinn, Praga, Istanbul, Kiev e Taškent celebrano anche il Sabantuy.
Oggi il Sabantuy si caratterizza come festa internazionale, dato che molte persone di varie etnie vi partecipano, sia nel Tatarstan che in tutto il mondo.

## Tradizioni politiche
Dato che il Sabantuy è il simbolo del Tatarstan, ogni presidente russo che visita la regione, prende parte al Sabantuy di Kazan'. Boris El'cin colpì la pentola dopo essere stato bendato (metà degli anni novanta), mentre Vladimir Putin trovò una moneta nella bevanda al latte. Talvolta, questa partecipazione alla festa è interpretata come gesto simbolico.